# María Josefa Lastiri Lozano
La madre Doña María Josefa Francisca Úrsula de la Santísima Trinidad Lastiri Lozano viuda de Travieso de Morazán .  Fue la primera dama de Centroamérica, de Honduras, de El Salvador y de Costa Rica, esposa del general Francisco Morazán Quezada, caudillo unionista centroamericano.

## Biografía
Nacida en Tegucigalpa, Honduras, el 20 de octubre de 1792.
María de Morazán, fue hija de Juan Miguel Lastiri y Margarita Lozano y Borjas. 

### Matrimonios y descendencia
Casó en primeras nupcias en 1818 con el rico hacendado José Esteban González Travieso y Rivera Zelaya (quien falleció en 1825, a la edad de 39 años), con quien tuvo cuatro hijos Ramona, Paulina, Tomasa y José Esteban González Travieso Lastiri; y en las segundas nupcias en la ciudad de Comayagua, Honduras, el 30 de diciembre de 1825, con Francisco Morazán Quesada, con quien tuvo una hija única, Adela Morazán Lastiri.
ultima dama 
Fue primera dama del Estado de Honduras de 1827 a 1830, de la República Federal de Centroamérica de 1830 a 1834 y de 1835 a 1839 y del Estado de El Salvador de 1839 a 1840. Respaldó al general Morazán en sus actividades políticas y militares, en lo cual perdió prácticamente todo el cuantioso patrimonio heredado de su familia y de su primer esposo. Debido a las incesantes luchas que asolaron a El Salvador en esa época, hubo de salir del país a principios de 1840 y solicitó asilo en Costa Rica. El Gobierno costarricense expresó que se lo otorgaría, si ella y los suyos aceptaban radicarse en la ciudad de Esparza. María Josefa rechazó la condición y marchó a Chiriquí, donde poco después se le unió su marido. Cuando éste tomó el poder en Costa Rica, envió un barco expresamente fletado a Chiriquí, para recoger a María Josefa y a su familia.
Después de la caída y fusilamiento de Morazán en septiembre de 1842, María Josefa y su familia regresaron a El Salvador. 

### Fallecimiento
Murió en la ciudad de San Salvador en 1846 sumida en la miseria.